# Lamin Kuyateh

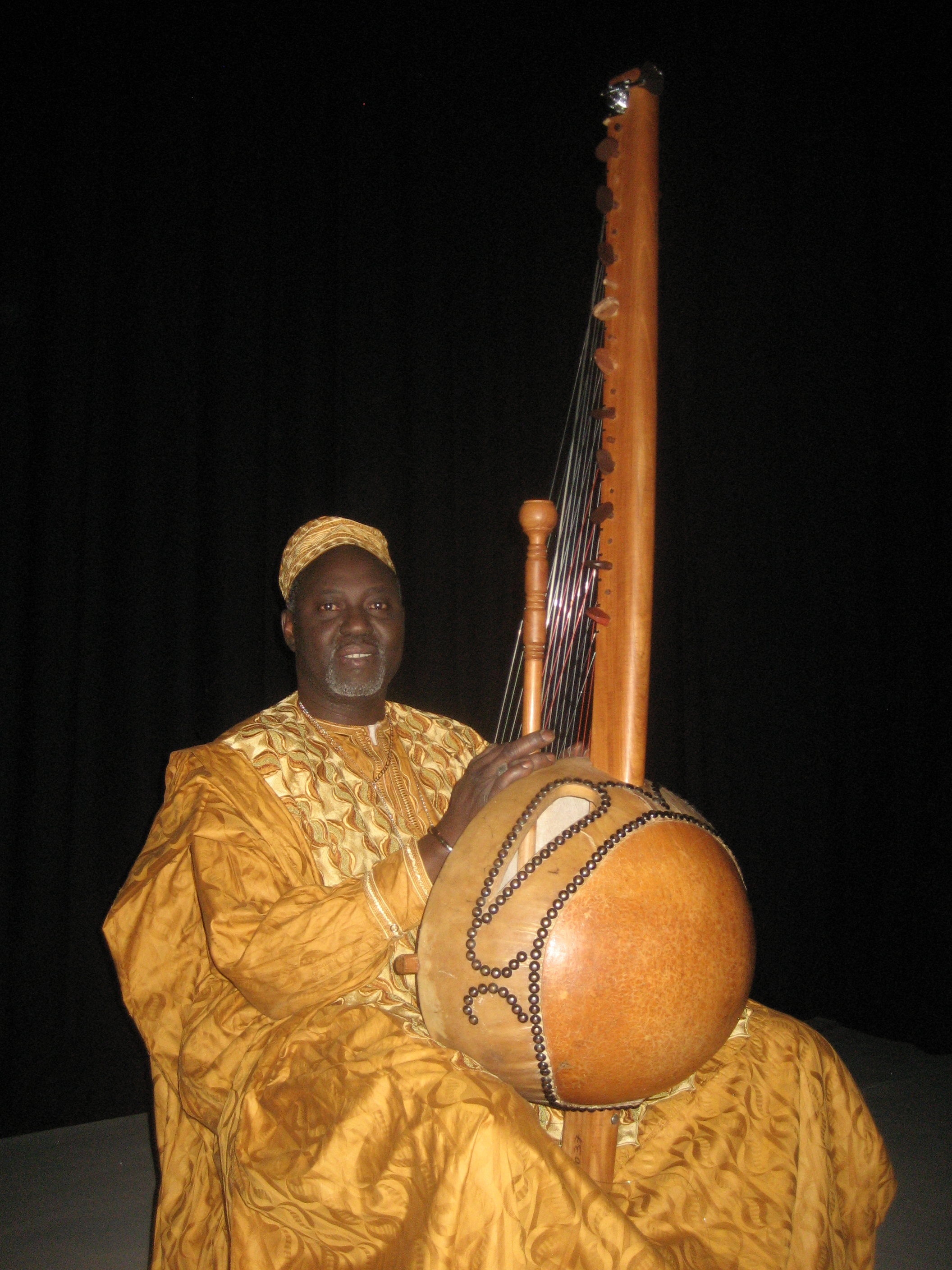
Lamin Kuyateh (2016)

Lamin Kuyateh (* 15. Januar 1964 in Gambia) ist ein Musiker und Jeli aus Gambia. Er spielt auf dem westafrikanischen Instrument Kora, einer 21-saitigen Stegharfe. Dieses Instrument erlernte er schon mit fünf Jahren als ältester Sohn seines Vaters Dembel Kuyateh. Sein jüngerer Bruder Buba Kuyateh ist ebenfalls musikalisch tätig.
1993 begann er seine internationale Karriere mit der gambischen Band Ifang Bondi, danach schloss er sich dem Tiramakhan Ensemble an. Er besuchte seitdem mehrmals Europa und ließ sich 1996 in den Niederlanden nieder, wo er 1999 die Staatsbürgerschaft erhielt. Die Gründung des „Jalkliya Ensemble“ erfolgte 1998, mit dem er auch mehrmals auf Tournee in Europa ging, er trat auch als Lamin Kuyateh Quartet sowie als Solo-Künstler auf.

## Diskografie
- 000? – Saba Miniamba mit Lamin Saho
- 2000 – Songs from Gambia mit Tiramakhan Ensemble
- 2001 – Gambia.....for the people
- 2008 – ¡Vaya Mandinga! – El Mambo del Diablo mit Beteiligung von Lamin Kuyateh